# Patlabor 2: The Movie
Patlabor 2: The Movie (機動警察パトレイバー２ ｔｈｅ Ｍｏｖｉｅ?, Kidō keisatsu Patlabor 2: the Movie) è un thriller fantapolitico diretto da Mamoru Oshii, uscito nelle sale giapponesi il 7 agosto 1993.
Si tratta del secondo lungometraggio cinematografico d'animazione appartenente alla saga di Patlabor del gruppo Headgear, dopo Patlabor: The Movie.

## Trama
La storia, ambientata tre anni dopo gli eventi del primo film, ruota intorno al piano terroristico ideato da Yukihito Tsuge, ex istruttore ed amante di Shinobu Nagumo, che per vendicarsi delle autorità civili giapponesi, colpevoli di averlo abbandonato al suo destino durante una missione ONU, approfittando di una cospirazione già in atto, fa in modo di portare Tokyo sull'orlo di uno scontro tra militari e polizia attraverso una serie di attentati reali e simulati, mettendo la società civile di fronte alla realtà della guerra, quella stessa guerra su cui si fonda la pace apparente che avvolge il Giappone e tutto il mondo occidentale.
In quei giorni i membri della Seconda Sezione sono in licenza e lontani dal reparto. Il capitano Gotoh, che conosceva bene Tsuge molto tempo prima, richiama in maniera informale i suoi agenti per opporsi al vecchio amico, che dispone anche di un missile nucleare fornito in segreto da qualcuno nel governo americano.

## Distribuzione

### Edizione italiana
Il film è stato distribuito in Italia prima in VHS dalla Manga Video e poi, nel 2006, in DVD dalla De Agostini nella collana economica Japan DVD Animation.
La traduzione italiana, basata sul doppiaggio inglese, presenta alcune sensibili differenze di contenuto rispetto ai dialoghi originali.